# Szedres
Szedres je vas na Madžarskem, ki upravno spada pod podregijo Szekszárdi Županije Tolna.